# CKE Restaurants
CKE Restaurants è un'impresa statunitense attiva nel settore della ristorazione rapida con sede a Carpinteria nella California.

## Storia
Fondata da Carl Karcher con il nome Carl Karcher Enterprises, Inc. per riorganizzare le attività della sua catena di fast food Carl's Jr. in seguito si è ingrandita acquistando altri marchi.
Nel 1997 ha acquistato da Imasco la catena Hardee's. Tra il 1996 e il 1999 ha avuto il controllo di Rally's e tra il 1996 e il 2001 anche di Taco Bueno.
Nel 2001 con l'acquisizione del Santa Barbara Restaurant Group la CKE è entrata in possesso delle catene Green Burrito e La Salsa (rivenduta nel 2007)
Nel 2010 è stata acquistata dalla Apollo Management per 693,9 milioni di dollari, nel 2013 c'è stata una nuova cessione al Roark Capital Group per 1,65 miliardi di dollari.
Alla fine del 2012 CKE possedeva e gestiva direttamente 893 ristoranti negli USA e altri 1.937 (in patria) e 462 (in tutto il resto del mondo) in franchise.
Oltre agli USA è presente con i suoi marchi in 27 paesi.

## Marchi
Il gruppo possiede le seguenti catene di ristorazione:
| Immagine | Nome          | Specialità                                              | Ristoranti | Presenza                                                                             |
| -------- | ------------- | ------------------------------------------------------- | ---------- | ------------------------------------------------------------------------------------ |
|          | Carl's Jr.    | Fast food dedicato agli hamburger e al pollo            | 1.369      | Presente in tutti gli Stati Uniti occidentali e a livello internazionale in 16 paesi |
|          | Hardee's      | Fast food dedicato agli hamburger e al pollo            | 1.944      | Presente in tutti gli Stati Uniti orientali e a livello internazionale in 12 paesi.  |
|          | Green Burrito | Fast food che serve piatti tipici della cucina Tex-mex. | ND         | Solo negli Stati Uniti occidentali                                                   |
|          | Red Burrito   | Fast food che serve piatti tipici della cucina Tex-mex. | ND         | Solo negli Stati Uniti orientali                                                     |

## Co-branding

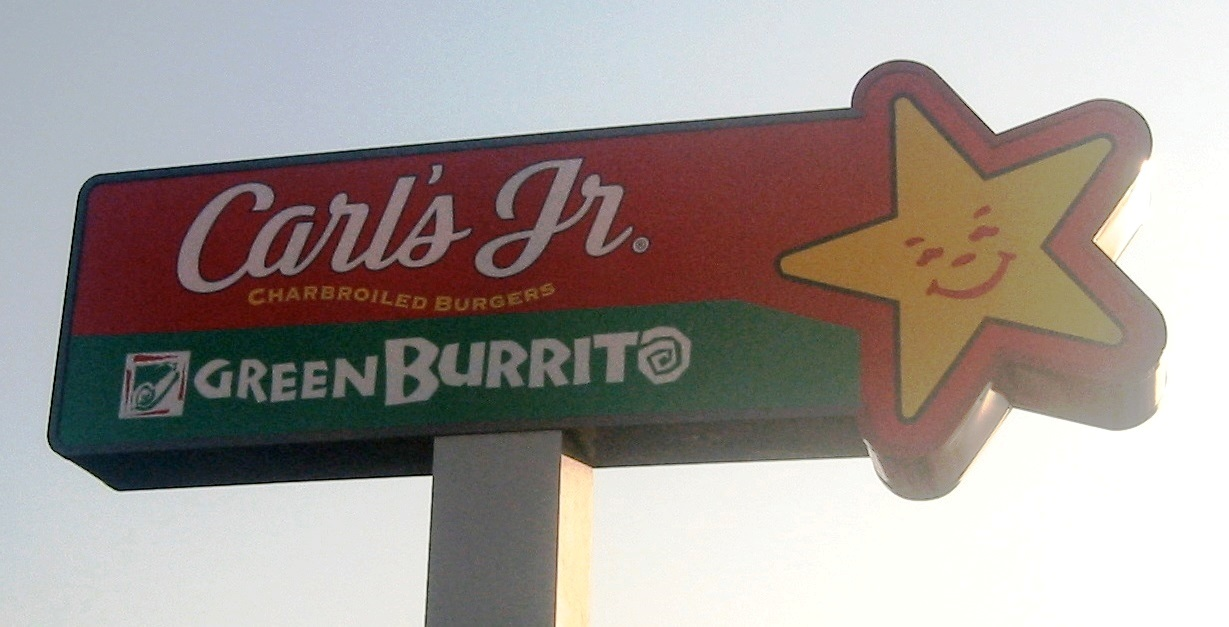
Co-branding di Carl's Jr./Green Burrito

Analogamente alla grande rivale Yum! Brands la CKE applica il co-branding per cercare di ridurre i costi di espansione, ovvero nello stesso stabile sono presenti spesso due diversi marchi della stessa azienda.
Data la somiglianza dei prodotti Carl's Jr. e Hardee's e di quelli Green Burrito con quelli Red Burrito l'azienda applica una politica di suddivisione regionale delle proprie catene, pertanto le combinazioni adottate sono:
- Carl's Jr./Green Burrito: presenti negli Stati Uniti occidentali
- Hardee's/Red Burrito: presenti negli Stati Uniti orientali

Gli unici stati dell'Unione in cui sono presenti entrambe le coppie di catene sono Wyoming e Oklahoma.